# Tipula monstrabilis
Tipula monstrabilis är en tvåvingeart som beskrevs av Günther Theischinger 1980. Tipula monstrabilis ingår i släktet Tipula och familjen storharkrankar. Inga underarter finns listade i Catalogue of Life.